# Dendrobium tozerense
Dendrobium tozerense är en orkidéart som beskrevs av Peter S. `Bill' Lavarack. Dendrobium tozerense ingår i släktet Dendrobium, och familjen orkidéer. Inga underarter finns listade i Catalogue of Life.